# Margherita Panziera
Margherita Panziera (Montebelluna, 12 augustus 1995) is een zwemmer uit Italië.
Op de Olympische Spelen van Rio de Janeiro in 2016 zwom Panziera op de 200 meter rugslag.
Op de Europese kampioenschappen 2021 in Boedapest zwom ze een gouden medaille op de 200 meter rugslag.